# Tallsporrspindel
Tallsporrspindel (Cheiracanthium oncognathum) är en spindelart som beskrevs av Thörell 1871. Tallsporrspindel ingår i släktet Cheiracanthium och familjen sporrspindlar. Arten är reproducerande i Sverige. Inga underarter finns listade i Catalogue of Life.